# Динич, Джурджелина
Джурджелина Николаевна (Джука) Динич (сербохорв. Ђурђелина Николаја (Ђука) Динић / Đurđelina Nikolaja (Đuka) Dinić; 9 ноября 1914, Доне-Конювце — 25 марта 1943, Яинцы) — югославская партизанка Народно-освободительной войны Югославии, Народный герой Югославии.

## Биография
Родилась 9 ноября 1914 в селе Донье-Конювце близ Лесковаца. Отец, Николай Динич, депутат Верховной Скупщины созывов 1912 и 1914 годов, кандидат в депутаты от Союза коммунистов Югославии в 1920 году. Окончила в 1933 году среднюю школу, после чего переехала в Ниш, где училась текстильному ремеслу. Ушла работать на завод в Нише. Там встретила своего будущего мужа Филипа Кляича, вышла за него замуж в 1938 году. В том же году как активный деятель рабочего движения была принята в коммунистическую партию. Неоднократно арестовывалась за поддержку рабочих выступлений и стачек.
В 1940 году накануне запрета партии Джука переехала с мужем в Валево, где продолжила партийную работу. После начала войны против Германии перебралась в Белград, где возглавила антифашистское подполье; для конспирации сделала себе фальшивый паспорт на имя Радмилы Обрадович (серб. Радмила Обрадовић). Являлась членом Белградского горкома вплоть до ареста полицией. 23 сентября 1942 в Дедине Джука была арестована тайной полицией и отправлена в лагерь в Бановину. Несмотря на пытки, отказалась сообщать какую-либо информацию о партизанах и даже называть своё имя (настоящую личность полиции так и не удалось установить).
25 марта 1943 была расстреляна в Яинцах. Похоронена на Аллее расстрелянных патриотов белградского Нового кладбища. 6 июля 1945 посмертно была награждена званием Народного героя Югославии. В память о Джуке была переименована одна из улиц Белграда, а также установлен памятный бюст в нише. Муж Джуки, Филип, участвовал во многих боях, погиб 25 мая 1943 под Зворником и также был награждён званием Народного героя посмертно.